# Khaltmaagiyn Battulga
Dans ce nom mongol, le nom de famille, Khaltmaagiyn, précède le nom personnel.
Khaltmaagiyn Battulga (en mongol : Халтмаагийн Баттулга), né le 3 mars 1963 à Oulan-Bator, est un homme d'État mongol, membre du Parti démocrate. Il est président de Mongolie de 2017 à 2021.